# Kálmán Mikszáth
Kálmán Mikszáth (ur. 16 stycznia 1847 w Szklabonyi, zm. 28 maja 1910 w Budapeszcie) – węgierski pisarz, polityk i dziennikarz.
Pochodził z arystokratycznej rodziny. Podjął studia prawnicze, jednak wkrótce zaczął pracować jako dziennikarz. Publikował m.in. w Pesti Hírlap. Był członkiem Partii Liberalnej. W 1887 został wybrany deputowanym do Zgromadzenia Narodowego. Został pochowany na Cmentarzu Kerepesi w Budapeszcie.

## Publikacje
- A batyus zsidó lánya, 1871
- Ami a lelket megmérgezi, 1871
- A lutri, 1872
- Nibelungok harca, 1873
- Elbeszélések, 1874
- Pecsovics világ, 1874
- A vármegye rókája, 1877
- Még újabb fény- és árnyképek, 1878
- Falunk véneinek édes visszaemlékezése, 1879
- Tót atyafiak, 1881
- A jó palócok, 1882
- Nemzetes uraimék, 1882-83
- Az apró dzsentri és a nép, 1884
- Nemzetes uraimék, 1884
- A két koldusdiák, 1885
- A lohinai fű, 1885
- A tisztelt ház, 1886
- A beszélő köntös, 1889
- Kísértet Lublón, 1892-93
- Az eladó birtok, 1893
- Beszterce ostroma, 1894 (wyd. pol. 1952 Oblężenie Bystrzycy)
- Szent Péter esernyője, 1895 (wyd.pol. 1974 Parasol Świętego Piotra)
- Prakovszky, a süket kovács, 1897
- Gavallérok, 1897
- Új Zrínyiász, 1898
- Különös házasság, 1900 (wyd.pol. 1967 Dziwne małżeństwo)
- Szelistyei asszonyok, 1901
- Sipsirica, 1902
- Akli Miklós, 1903
- A vén gazember, 1906
- A Noszty fiú esete Tóth Marival, 1906-07
- A fekete város, 1908-10 (wyd.pol. 1977 Czarne Miasto)
- A néhai bárány
- Galamb a kalitkában